# Капетан Лазос (улица)
„Капета̀н Ла̀зос“ (на гръцки: Καπετάν Λάζος, в превод капитан Лазос) е улица в град Костур, Гърция.
Улицата е разположена в южната част на града, в традиционната махала Долца (Долцо). На нея се намират редица известни възрожденски къщи – Батринова, Митусева, Халацева, Драскова, Нерандзисайвазова – както и Костурският етнографски музей.
Носи името на гъркоманския андартски капитан от Западна Македония Лазар Апостолов.